# Eagar
Eagar és una població dels Estats Units a l'estat d'Arizona. Segons el cens del 2007 tenia 4.424 habitants.

## Demografia
Segons el cens del 2000, Eagar tenia 4.033 habitants, 1.344 habitatges, i 1.073 famílies La densitat de població era de 137,3 habitants/km².
Dels 1.344 habitatges en un 45,7% hi vivien nens de menys de 18 anys, en un 65,5% hi vivien parelles casades, en un 11,4% dones solteres, i en un 20,1% no eren unitats familiars. En el 17,3% dels habitatges hi vivien persones soles el 7,3% de les quals corresponia a persones de 65 anys o més que vivien soles. El nombre mitjà de persones vivint en cada habitatge era de 2,99 i el nombre mitjà de persones que vivien en cada família era de 3,38.
Per edats la població es repartia de la següent manera: un 36,2% tenia menys de 18 anys, un 7,6% entre 18 i 24, un 23,5% entre 25 i 44, un 23,5% de 45 a 60 i un 9,2% 65 anys o més.
L'edat mediana era de 33 anys. Per cada 100 dones de 18 o més anys hi havia 91,8 homes.
La renda mediana per habitatge era de 37.378 $ i la renda mediana per família de 41.250 $. Els homes tenien una renda mediana de 36.111 $ mentre que les dones 21.274 $. La renda per capita de la població era de 14.623 $. Aproximadament el 7,8% de les famílies i el 7,4% de la població estaven per davall del llindar de pobresa.

## Poblacions més properes
El següent diagrama mostra les poblacions més properes.